# Evenus floralia
Evenus floralia is een vlinder uit de familie van de Lycaenidae. De wetenschappelijke naam van de soort werd als Thecla floralia in 1907 gepubliceerd door Hamilton Herbert Druce.

## Synoniemen
- Thecla tagyroides Lathy, 1930